# Универсальный солдат 2: Братья по оружию
«Универсальный солдат 2: Братья по оружию» (англ. Universal Soldier II: Brothers in Arms) — американский телефильм 1998 года режиссера Джеффа Вулноу. В главных ролях Мэтт Батталья, Чандра Уэст, Джефф Уинкотт, Эндрю Джексон и Гэри Бьюзи. Фильм является неканоничным продолжением научно-фантастического боевика 1992 года «Универсальный солдат». В том же 1998 году вышло продолжение — «Универсальный солдат 3: Неоконченное дело».

## Сюжет
Прошло несколько лет с момента окончания программы «Унисол», но Люк Деверо обнаружил, что эта программа все еще используется незаконно. Всем руководит Отто Мазур, и его поддерживает заместитель директора ЦРУ, о существовании которого зритель узнает только в конце фильма. Люк Деверо против своей воли стал участником секретной правительственной программы «Унисол». Люк Деверо встречает своего брата Эрика Деверо, которого считал мертвым, и который, как и он, был преобразован и возрожден в суперсолдата. По мере того, как Эрик узнает Люка, он начинает восстание против создателей программы «Унисол». В конце концов, он отдаёт свою жизнь.

## Критика
Фильм имеет очень низкие оценки и рейтинги критиков. На Rotten Tomatoes около 0 % одобрения. На IMDb оценка около 3 баллов из 10. На КиноПоиске оценка никак не лучше — всего в 3,3 балла из 10-и.
Критическое периодическое издание «Lexikon des internationalen Films» дало краткую негативную оценку данному фильму, назвав его «невероятно банальным боевиком, который был поставлен без малейшей внутренней логики, и к тому же, как длинный видеоклип».

## В ролях
- Мэтт Батталья в роли рядового Люка Деверо[англ.]
- Джефф Уинкотт в роли Эрика Деверо
- Эндрю Джексон в роли Эндрю Скотта
- Эрик Брайсон в роли Петерсона
- Кевин Раштон в роли Мартинеса
- Десмонд Кэмпбелл в роли Купера
- Майкл Копман в роли подполковника Джека Кэмерона
- Гэри Бьюзи в роли доктора Отто Мазура
- Берт Рейнольдс в роли заместителя директора ЦРУ
- Ричард Макмиллан в роли доктора Уокер
- Чандра Уэст в роли Вероники Робертс
- Арон Тагер в роли Джона Деверо
- Барбара Гордон в роли Даниэль Деверо
- Карла Коллинз в роли телеведущей
- Джеймс Ки в роли Джаспера
- Фрэнк Маканалти в роли Персера
- Джаред Уолл в роли 9 летнего Люка
- Невилл Эдвардс в роли Портера
- Софи Беннетт в роли Энни
- Лейтон Моррисон в роли телохранителя
- Лорен Петерсон в роли телохранителя
- Дуг Мюррей в роли молодого доктора Грегора